# 조 알렉산더

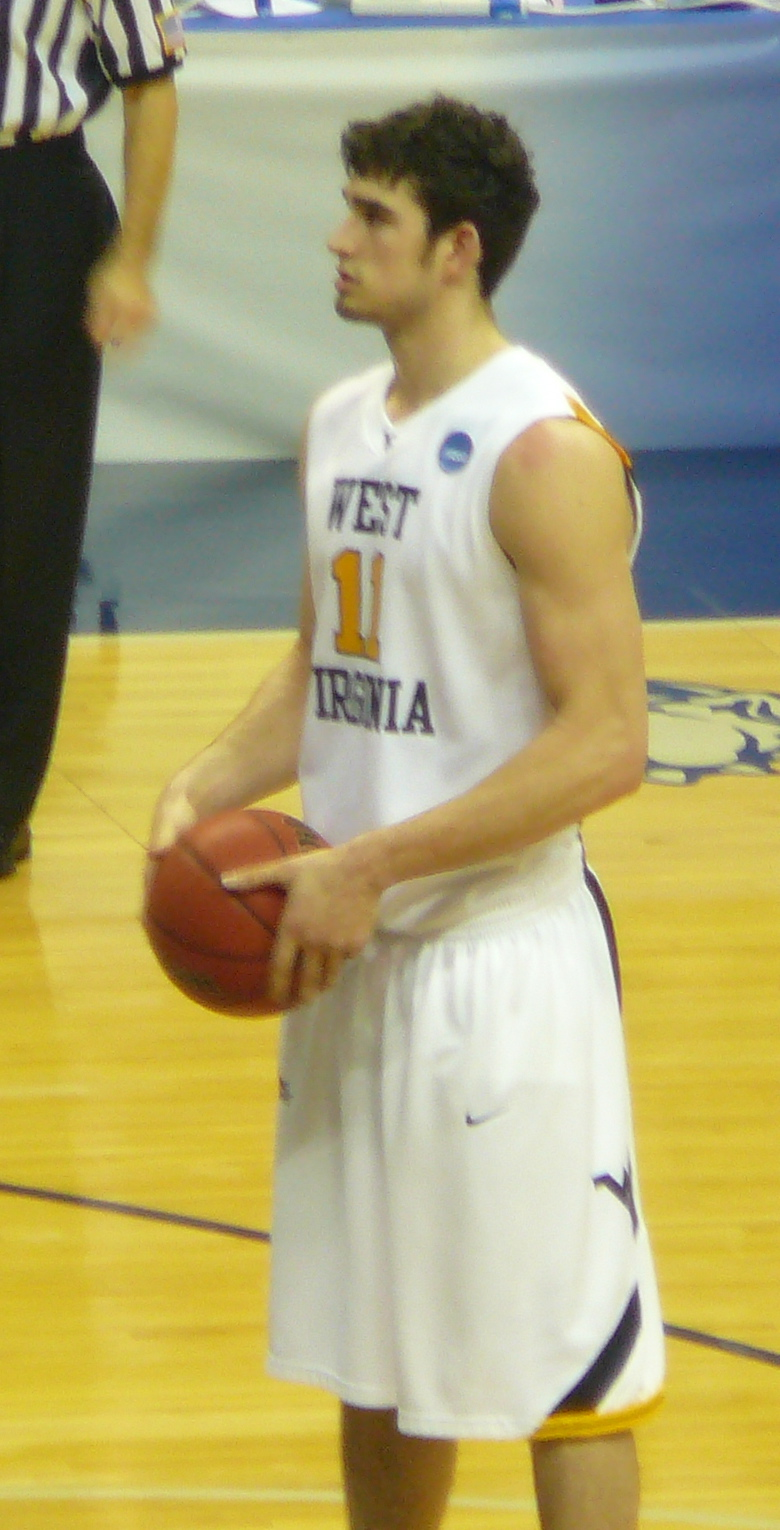

조 알렉산더(Joe Alexander, 1987년 12월 26일 ~ )는 대만 태생의 미국-이스라엘 프로 농구 선수로 이스라엘 농구 프리미어 리그의 하포엘 예루살렘 소속이다. 2.03m(6피트 8인치)의 키로 양쪽 포워드 포지션을 모두 담당하는 알렉산더는 웨스트 버지니아에서 대학 생활을 하는 동안 2007년 올 빅 이스트 팀에 선발되었으며 올 아메리칸 어너러블 멘션을 받았다. 2008년 NBA 드래프트에서 전체 8순위로 밀워키 벅스에 지명되었다. 그는 최초의 대만 태생 NBA 선수이다.

## 프로 경력
- 밀워키 벅스 (2008-2010)
- 시카고 불스 (2010)
- 뉴올리언스 호네츠 (2010)
- 텍사스 레전드(2010~2011)
- 크라스니예 크릴리아 (2011)
- 산타 크루즈 워리어스(2013~2014)
- 마카비 텔아비브(2014~2015)
- 디나모 사사리 (2015-2016)
- 마카비로 돌아가기(2016~2017)
- 하포엘 홀론 (2017-2018)
- 베식타스 (2018-2019)
- ESSM 르 포르텔 (2019)
- 하포엘 홀론으로 복귀 (2019-2020)
- 이로니 나하리야(2020~2021)
- 전주 KCC 이지스 (2021)
- 하포엘 홀론과 세 번째 계약(2021)
- 마카비 리숀 레지온 (2021-2022)